# Segertoner (1960)
Segertoner från 1960 är pingströrelsens sångbok , som Lewi Petrus var huvudredaktör för. Den utgavs av Förlaget Filadelfia. I förordet uppger han att numreringen i stort sett följer föregående upplaga (Segertoner 1930) men att 78 sånger "utmönstrats" medan 230 nya sånger tillkommit vilket innebär att denna utgåva innehåller 602 sånger
I redaktionen ingick också Karl-Erik Svedlund, Daniel Hallberg och Lennart Jernestrand. 

## Innehåll i nummerordning

### Sång 1 — 100
1. Store Gud, du är god Josepha Gulseth - översatt från norska
2. Jag var borta ifrån Herren
3. Det är så gott att om Jesus sjunga av Anders Nilsson
4. O, fröjd utan like, som Jesus mig gav av Lewi Pethrus
5. Lova Herren du, hans egna köpta skara av Andrew L Skoog
6. Saliga visshet, Jesus är min av Fanny Crosby
7. O, det finns ingen vän lik Jesus av Peter Bilhorn - Nathanael Cronsioe
8. Stäm in i änglars kor av J Allen
9. Glad som fågeln på sin gren i lunden av Nils Frykman
10. Fast i Herrens sanning stå av P P Bliss - T Truvé
11. Jag inträtt i Kanaan Mrs C H Morris
12. O, segrare från Golgata av Lewi Pethrus
13. Fram till seger emot synd och värld från engelskan av Algot Hed
14. Jag lyfter mina händer av J Arrhenius
15. Närmare, Gud, till dig av Sarah F Adams - översättning J Stadling
16. Skurar av nåd skola falla av D W Whittle
17. Kom huldaste förbarmare av A C Rutström
18. Jag funnit har en reningsflod av Phoebe Palmer
19. Behåll min själ från dag till dag översatt av Carl Hedeen
20. Från det slaktade Guds Lamm av Olof Hedeen
21. Vem som helst kan bli frälst av Nils Frykman
22. En underbar, underbar tillflykt  av Lewi Pethrus
23. Vill du från syndernas börda bli fri? av L E Jones
24. Guds rena Lamm, oskyldig av Nic. Decius
25. Låt mig få höra om Jesus av Fanny Crosby
26. Gå i Herrens vingård, käre broder av J B Carlin - Fredrik Engelke
27. Det är ett fast ord av Joël Blomqvist
28. Så ömt och så vänligt ljöd Frälsarens röst E K Bradford - från norskan av Lewi Pethrus
29. Kom, o kom, du betryckta själ av G F Root - John Ongman
30. O, öppna ditt hjärta för Herren av okänd sv. förf. - Emil Gustafson
31. Emedan blodet räcker till av August Östlund
32. Härlig är jorden av B S Ingemann
33. Jag är en främling här av E T Cassel
34. Han kärleksfullt mig sökte av W Spencer Walton
35. Härligt nu skallar frälsningens bud av Josef Grytzell
36. En gång jag av lagen blev tuktad och skrämd av T B Barratt - Otto Witt
37. Nu är syndens boja krossad av Elisha Hoffman
38. Vill du äga Jesus och bli fri från alla band av C S Nusbaum
39. Köpt ifrån jorden av R Edhelberg
40. Vid min bröders hjordar  av Lewi Pethrus
41. När vi vandra med Gud av J H Sammis
42. Fruktar jag, min tro blir svag av Ada R Habershon - Carl Hedeen
43. Såsom floden strömmar av Francis R Havergal - Lewi Pethrus
44. När ditt mod sviktar av Eric Bergquist
45. Jag är en kristen och vill det vara av Josef Grytzell
46. Herre, se, vi vänta alla av Eric Bergquist, vers 4-5 av Elias Hane
47. Jesus, du vår gode herde av D A Thrupp
48. När Jesus uppstått ur sin grav av Elias Hane
49. Se, det vitnande fältet nu väntande står ur Väckelse- och Lovsånger
50. Tänk, vilken underbar nåd av Gud av Eric Bergquist - bearbetad av D H-g
51. Nu midnattstimmen inne är av Elias Hane
52. Stå upp, stå upp för Jesus av George Duffield
53. Oss ett härligt rike väntar av D W Whittle - John Ongman - D H-g
54. När jag från mödans och prövningens land av Chas H Gabriel - R Edhelberg
55. Du Guds frälsta pilgrimsskara av Josef Grytzell
56. När mitt livsverk är ändat av Fanny J Crosby
57. När jag i tron min Jesus ser Brita Knös
58. Städse på Sion jag tänker av T B Barratt
59. Jag skall se min Herre Jesus ur Sånger till Herrens lof
60. Invid porten står av Katharina E Purvis
61. Det ljusnar nu, det gryr till dag av C Hyllestad översatt från norskan av Lewi Pethrus
62. Den kraft, som föll på pingstedag av Mrs C H Morris
63. Väktare, när få vi skåda Sions morgon gladelig av Sidney S Brewer
64. All min fröjd jag har i Jesus av Thorwald Løwø
65. Vår Gud giver löften av S C Kirk
66. En Frälsare, härlig, jag äger Mrs Frank A Breck
67. Jesus min herde, har omsorg om mig  av Göte Strandsjö
68. Ingen lik Jesus i lust och smärta av Johnson-Oatman
69. Till Jesus varje dag mitt hjärta drages W C Martin
70. Löftena kunna ej svika av Lewi Pethrus
71. Aldrig tröttna vi att sjunga av Fanny Crosby
72. Sjung, o mitt hjärta! av Sixten Sjöberg
73. På Golgata kors min Frälsare led av Henrik Schager
74. Vak upp, hör väkten ljuder av Frans Michael Franzén
75. Såsom lösen för min själ av C Austin Milles
76. Friad från lagen frälsning jag funnit P P Bliss
77. Vilken Frälsare jag har av Charlotte G Homer
78. Alla tvivel bär till Jesus av J C Morgan
79. Strid för sanningen! Strid mot fienden! av William F Sherwin
80. Vid basunens ljud J H Kurzenknabe
81. Den, som tror på Herren av Mrs C H Morris
82. Jag har hört om Herren Jesus hur han gick på stormigt hav av Mrs S Z Kaufmann
83. Kom som du är till din Jesus av T S Barratt
84. Eld från himlen, kom! av T S Barratt
85. Här en källa rinner av William Cowper - Betty Ehrenborg-Posse
86. Från berg till berg, från dal till dal av W H Clark - John Ongman
87. Gör det lilla du kan Lina Sandell
88. Hur ljuvligt det är att möta Kirsten D Hansen - Jakob Byström bearbetad 1959
89. En blick på den korsfäste giver dig liv  av Amelia M Hull
90. Säg känner du det underbara namnet av Allan Törnberg
91. Upp kamrater, sen baneret fladrande framgår av P P Bliss
92. O Jesus, jag ej glömma kan av Edward P Hammond - Albert Johansson
93. Till härlighetens land av J O Wallin
94. Sök ej Kristus bland de döda av P P Bliss
95. Kärlek från vår Gud av J Schjörring
96. Vid levande källan jag vilar så nöjd av Emil Gustafson
97. Framåt, Kristi stridsmän av S Baring Gould - Anna Ölander
98. Jag är frälst, Mig Herren frälsat av S L Oberholtzer - John Ongman
99. Du arma själ, som fridlös går av Olof Hedeen
100. På underbara vägar går av William Cowper

### Sång 101 — 200
1. Hela världen fröjdens Herran av J Frank - Jakob Arrhenius - Jesper Svedberg
2. Jag tågat från Egypten upp till löftets land av Mrs M J Harris
3. Min blodige konung på korsträdets stam av Fr E Falk
4. Var hälsad sköna morgonstund av Johan Olof Wallin
5. Just som jag är av Charlotte Elliot - Betty Ehrenborg-Posse
6. Jag kan icke räkna dem alla av Lina Sandell
7. O, du dyrköpta själ av Paulina
8. Förlossningen är vunnen av Elisabet Cruciger - Olaus Petri - Johan Åström
9. Klippa, du som brast för mig av A M Toplady
10. O, du saliga av J D Falk
11. Jesu, du min fröjd och fromma av okänd tysk förf, - Jakob Arrhenius
12. Se, mängden mot Golgata skrider av Hj Hansen - översatt från norskan av Conrad Björkman
13. O, var äro de av E E Rexford
14. Om någon mig åtspörja vill av dansk förf. - Fredrik Engelke
15. Sjung evangelium om Jesus av Philip Phillips - Erik Nyström
16. Måste jag då gå så tomhänt? av C C Luther
17. Dröjer du än, o broder? av G F Root - John Ongman - D. H-g
18. När invid korset jag böjde mig av E A Hoffman - John Ongman
19. Har du hört förtäljas om Jesu död av T Dennis - Otto Witt
20. Underbar kärlek så stor av J M Driver
21. Nu stämmen upp en fröjdesång om frälsning av Philip Paul Bliss
22. Gå, Sion, din konung att möta av Erik Nyström
23. Guds kärleksflod så full av frid av A Playle
24. En gång skörden är slut av Samuel Smith - Bearbetad av D. H-g
25. Medan allting ler och blommar av Lina Sandell
26. Min själ var förskräckt för Guds stränghet och makt av H J Zelley
27. Det är en, som har dött i stället för mig av Carrie A Breck
28. En frälsare dyrbar är Jesus av Fanny Crosby
29. Jesus för världen givit sitt liv av Lina Sandell
30. Det finns en underbar källa av Herman Steffensen - Bearb. D. H-g
31. Evad dig möter, käre vän av Carl Lundgren
32. Jag vill hava Jesus med mig av Lizzie Edwards
33. Jag vill börja med dig, o min Jesus av Conrad Björkman
34. Jag vill sjunga om min Jesus av Philip Paul Bliss
35. Allenast i hopp till Gud av Jonas Petersen
36. Trygg gemenskap här av E A Hoffman
37. Jesus, som av andras sorger av Emil Gustafson bearb.
38. Ljuvligt och kärleksfullt Jesus hörs kalla av William L Thompson
39. Många år jag gick på syndens väg av William R Newell
40. Jesusnamnet, tag det med dig av Lydia Baxter - Daniel Hallberg
41. Hjärtans Jesus, i ditt hjärta Ur Sions nya sånger
42. O, hur saligt att få vandra av Joël Blomqvist - Per Ollén
43. Så älskade Gud världen all av Betty Ehrenborg-Posse
44. Det finns ett hem av Adolf Edgren
45. Har du mod att följa Jesus av Lina Sandell
46. Var jag går, i skogar, berg och dalar av okänd sv. förf. - C O Rosenius
47. Lov, ära och pris dig vår Fader och vän av William P Mackay
48. Hör, o min själ, hur änglasången skallar av F W Faber
49. Värj din tro, din ungdoms krafter av Christoffer Hansen
50. Kämpar för vår konung äro vi av John Fredricson
51. Det finns en källa fylld med blod av O Cowper
52. Tidstecknen visa, att Herren är nära bearbetad av Lewi Pethrus
53. Vill salig och lycklig du bliva av Svea Bergholtz-Grönlund
54. Det är en ros utsprungen av okänd tysk förf. - Tekla Knös
55. Vår Gud är oss en väldig borg av Martin Luther - Olaus Petri - Johan Olof Wallin
56. Jesus, blott i dina sår av okänd författare
57. Låt oss sprida solsken av E E Hewitt - O Bodien
58. När du kastas redlöst kring på livets hav av Johnson Oatman Jr
59. Det klappar på där ute H V 5:2, H V 5:3, H V 2:4-5, H V 2: 14, 1 Tess 4: 17. Från Schibboleth[förtydliga] översatt av Lewi Pethrus
60. Bereden väg för Herran av F M Franzén
61. I ären tempel av Mrs C H Morris - D. H-g
62. O Jesus, min Jesus, mitt hjärta intag av Emil Gustafson
63. Ensam Jesus kom från himlens tempelgårdar av J A Broberg
64. Vad ljus över griften! av F M Franzén
65. Då min farkost bräcklig, svag av W C Martin
66. Herren står vid hjärtats dörr av okänd förf.
67. Hur underlig är du i allt vad du gör av Emil Gustafson
68. Närmre, ja närmre, tätt till ditt bröst av Mrs C H Morris
69. O, att bli lik dig, Frälsare dyre av T O Chisholm
70. Så den ädla säden av Knowles Shaw
71. Du tog din plats på Fadrens högra sida av Lewi Pethrus
72. Endast i Gud hav din ro av okänd förf.
73. Kommen alla i som liden av Thoro Harris - Daniel Hallberg
74. Säll är den, som hoppas uppå Herren av Emil Gustafson
75. Klädd i Guds frälsning jag står översatt från norskan
76. O, sprid det glada bud av Frances Bottome
77. Det var i Jesu dyra blod min synd försvann av Mrs C H Morris - Otto Witt
78. Vi äro skördemän åt Gud av Chas H Gabriel
79. Skynda till Jesus, tveka ej mer! av G F Root - Erik Nyström
80. Ännu finns rum i Lammets fröjdesal av Horatius Bonar
81. Se, korset det står fast, Halleluja av Horatius Bonar
82. Var är du? Var är du? av Lina Sandell
83. Vill du ej söka att rädda själar av Fred P Morris
84. Hela vägen Jesus leder mig Chas H Gabriel
85. Mera av Jesus Gud mig lär av E E Hewitt - Viktor Witting
86. Jag törstar, och jag längtar att äga mer av Gud av A J Kelly - Lewi Pethrus
87. Upp min tunga, att lovsjunga av V Fortunatus - J O Wallin
88. Jubla nu, mitt sälla hjärta av Emil Gustafson
89. Välkommen var ibland de frälstas skara av T H Barratt - D Hallberg
90. Förr var mitt hjärta bundet av W C Martin - Otto Witt
91. Djupt i synd jag sjunken var av James Rowe - Otto Witt
92. Guds nåd är mig nog okänd förf. översatt från danskan av Otto Witt
93. Kom hit, var törstig själ av T B Barratt - R Edhelberg
94. Vem kan läka hjärtesåren av John Appelberg
95. Vid Golgata jag stod en dag av E O Excell - Otto Witt
96. Se, från helgedomen flyter Tempelkällans klara flod av K.G. Sjölin
97. Vid mitt hjärta så länge min Frälsare stod av Ada R Habershon - Otto Witt
98. En fullkomlig frälsning var dag och var stund i Jesus jag äger av Mrs C H Morris - Paul Ongman
99. Fast vid korset blev han naglad av Robert Harkness - Otto Witt - D Hallberg
100. Intet jag äger, som icke jag fått av James M Gray - Otto Witt

### Fotnoter
1. ↑  ”Segertoner” (på engelska). Worldcat. 1 mars 1960. https://www.worldcat.org/title/segertoner-en-samling-andliga-sanger-for-enskilt-och-offentligt-gudstjanstbruk/oclc/185920181&referer=brief_results. Läst 16 oktober 2017.